# Rhizothera
A Rhizothera a madarak osztályának tyúkalakúak (Galliformes) rendjébe és a fácánfélék (Phasianidae) családjába tartozó nem.

## Rendszerezés
A nembe az alábbi 2 faj tartozik:
- hosszúcsőrű erdeifogoly (Rhizothera longirostris)
- Rhizothera dulitensis